# 濑湍镇
濑湍镇，是中华人民共和国广西壮族自治区崇左市江州区下辖的一个乡镇级行政单位。

## 行政区划
濑湍镇下辖以下地区：
濑湍社区、旧街村、岜羊村、六京村、板兰村、陇丰村、全凤村、渠凹村、仁良村、九岸村和叫城村。